# Edvin Endre

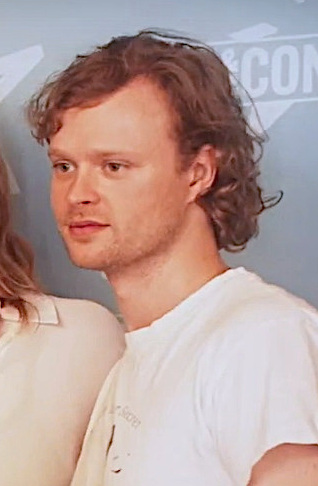
Edvin Endre (2024)

Edvin Leonard Hugo Endre (* 7. Juli 1994 in Stockholm) ist ein schwedischer Schauspieler.

## Karriere
Er ist der Sohn der Schauspieler Lena Endre und Thomas Hanzon.
Er besuchte das Södra Latins Gymnasium und das Dramatic Arts Programme.
Von 2014 bis 2019 spielte er Erlendur in Vikings, der kanadisch-irischen Fernsehserie mit historischem Hintergrund.
2015 spielte er den Skispringer Matti Nykänen in Eddie the Eagle – Alles ist möglich, 2018 den semgallischen Herzog Nameisis in The Pagan King.

## Filmografie (Auswahl)
- 2012: Studentfesten
- 2012: The Hidden Child
- 2013: The Nox
- 2014: Jacobjosefaimee
- 2015: Fortitude
- 2016: Eddie the Eagle – Alles ist möglich (Eddie the Eagle)
- 2016: Vikings (Staffel 2.02 - 4.09.)
- 2018: The King’s Ring – Die letzte Schlacht (Nameja gredzens)
- 2018: The Spy
- 2019: Feuer & Flamme (Swoon)
- seit 2019: Moominvalley (Fernsehserie, 26 Folgen)
- seit 2019: Blinded (Fartblinda, Fernsehserie)
- 2022: The Playlist (Fernsehserie, 6 Episoden)